# Спрямована множина

Направлена підмножина

Спрямована вверх множина — в теорії порядку, непорожня множина з заданим передпорядком, для довільної пари елементів якої існує верхня межа.
Для спрямованої вниз множини, для довільної пари її елементів існує нижня межа.
Спрямовані множини є узагальненням цілком впорядкованих множин.
Спрямована множина є ширшим поняттям, ніж напівґратка, оскільки з усіх верхніх меж може не існувати найменшої.

## Приклади
- Множина натуральних чисел з відношенням ≤ є спрямованою множиною.
- Якщо x0 - дійсне число, можна утворити з дійсних чисел спрямовану множину так: a ≤ b тоді і тільки тоді, коли
|a − x0| ≥ |b − x0|. Така спрямована множина не є частково впорядкованою.